# Milocera podocarpi
Milocera podocarpi là một loài bướm đêm trong họ Geometridae.